# 82926 Jacquey
82926 Jacquey este un asteroid din centura principală de asteroizi.

## Descriere
82926 Jacquey este un asteroid din centura principală de asteroizi. A fost descoperit pe 25 august 2001 la Observatoire des Pises din Parcul național din Cévennes. Asteroidul prezintă o orbită caracterizată de o semiaxă mare de 2,77 ua, o excentricitate de 0,02 și o înclinație de 4,1° în raport cu ecliptica.